# Walter Hugo de Andrade Cunha
Walter Hugo de Andrade Cunha (Santa Vitória, 15 de novembro de 1929 – São Paulo, 29 de agosto de 2022) foi um pesquisador e professor universitário brasileiro, considerado o introdutor do estudo da psicologia animal e da etologia no Brasil. De 2015 a 2022, foi Professor Emérito da Instituto de Psicologia da Universidade de São Paulo, onde realizou grande parte de seu trabalho.
Walter morreu em 29 de agosto de 2022, aos 93 anos.